# Codigoro
Codigoro és un municipi de 12.741 habitants de la província de Ferrara. Les seves frazioni són Caprile, Italba, Mezzogoro, Pomposa, Pontelangorino, Pontemaodino, Torbiera i Volano. Els comuni limítrofes són Berra, Comacchio, Goro, Jolanda di Savoia, Lagosanto, Massa Fiscaglia, Mesola i Migliarino. Els seus habitants s'anomenen codigoresi.
El seu patró és San Martino, festiu l'11 de novembre. El seu Sindaco (alcaldessa) és Rita Cinti Luciani, del partit lista civica, des de les eleccions de 30/05/2006.